# Eneide (Caro)
L'Eneide è la traduzione di Annibale Caro dell'opera di Publio Virgilio Marone.
Fu composta fra il 1563 e il 1566 e pubblicata postuma a Venezia, nel 1581.